# Ophrys reinholdii
Ophrys reinholdii är en orkidéart som beskrevs av Wilhelm von Spruner och Fleischm. Ophrys reinholdii ingår i ofryssläktet, och familjen orkidéer.

## Underarter
Arten delas in i följande underarter:
- O. r. antiochiana
- O. r. reinholdii
- O. r. straussii

## Bildgalleri

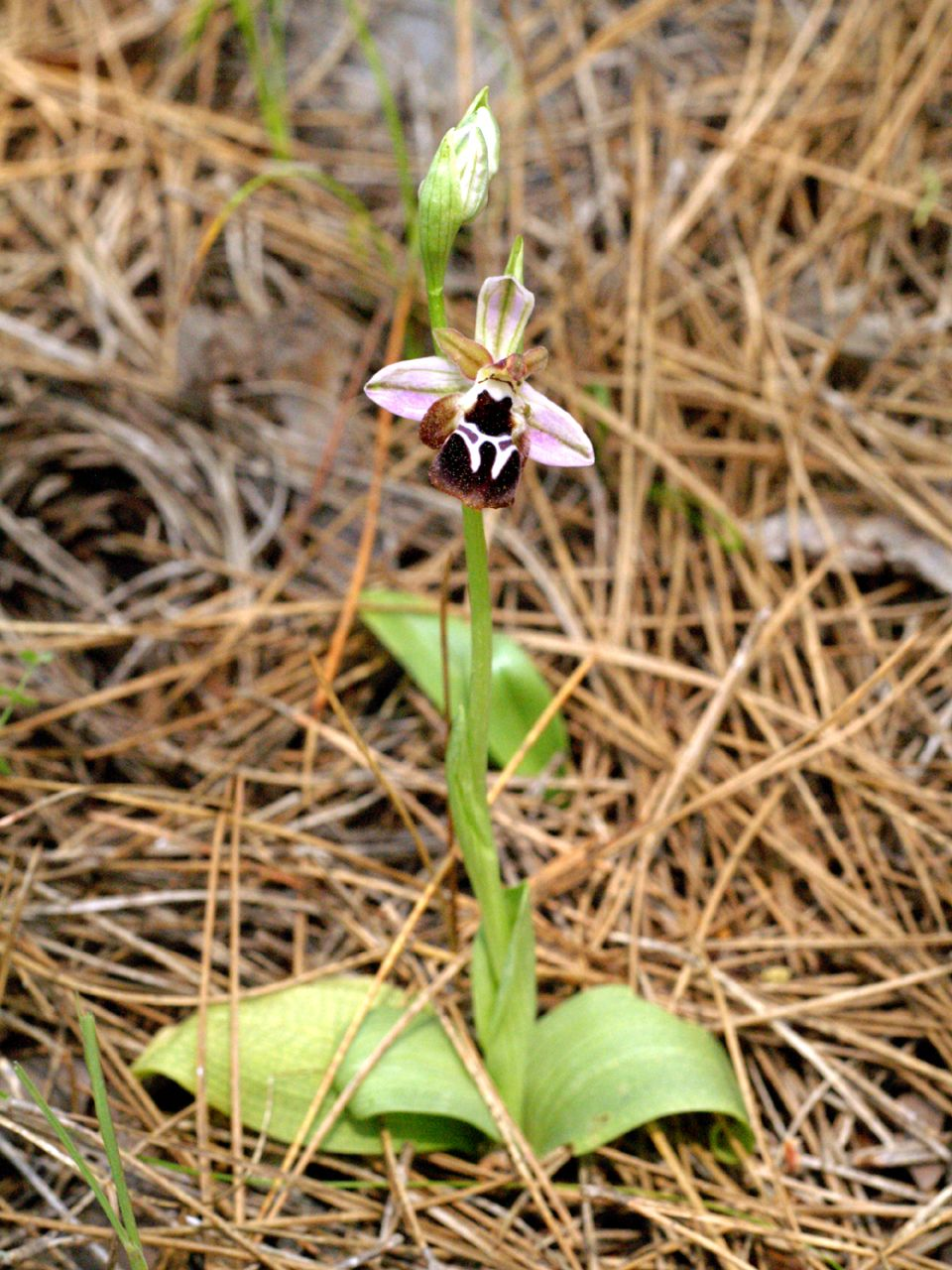
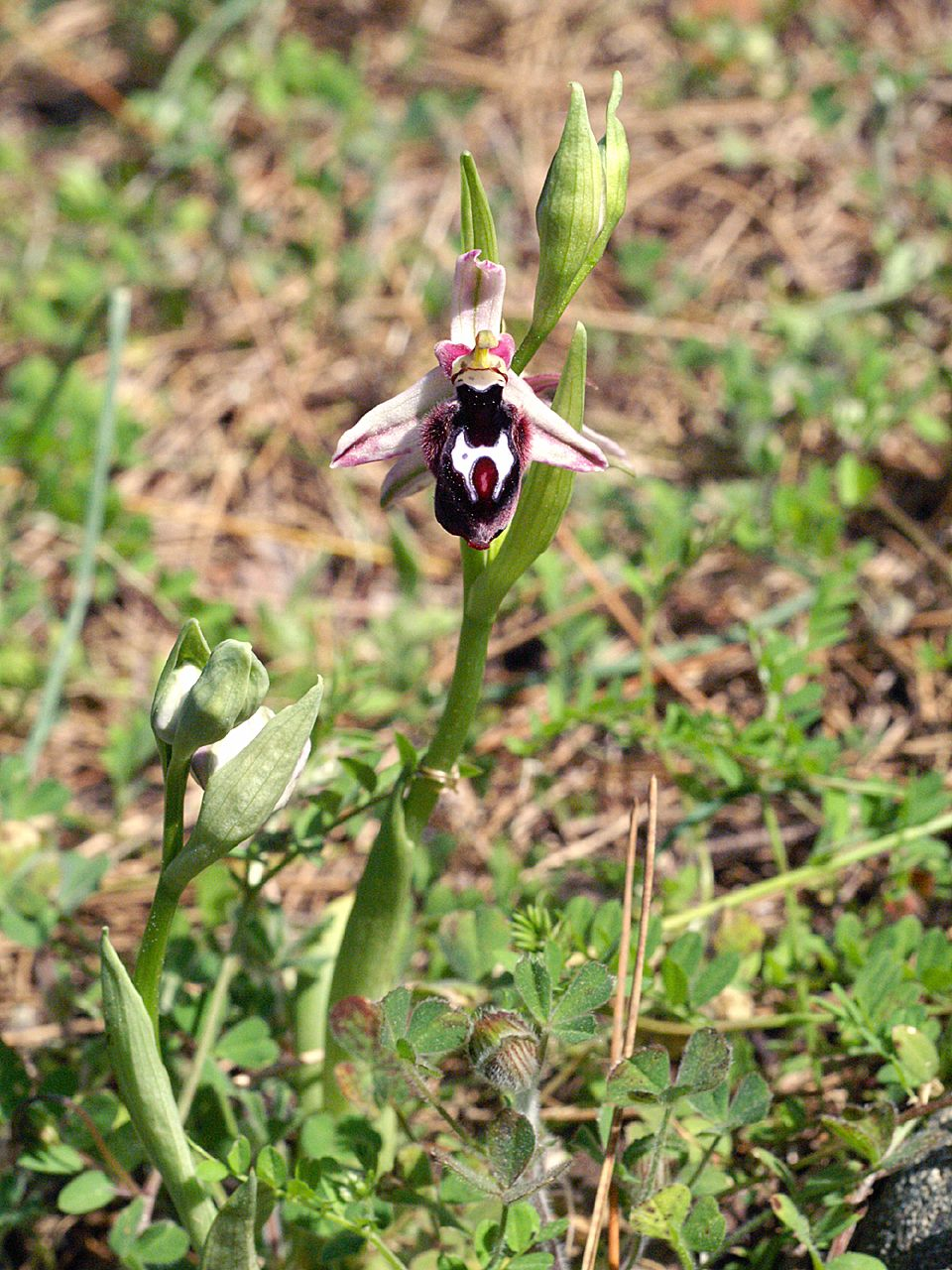
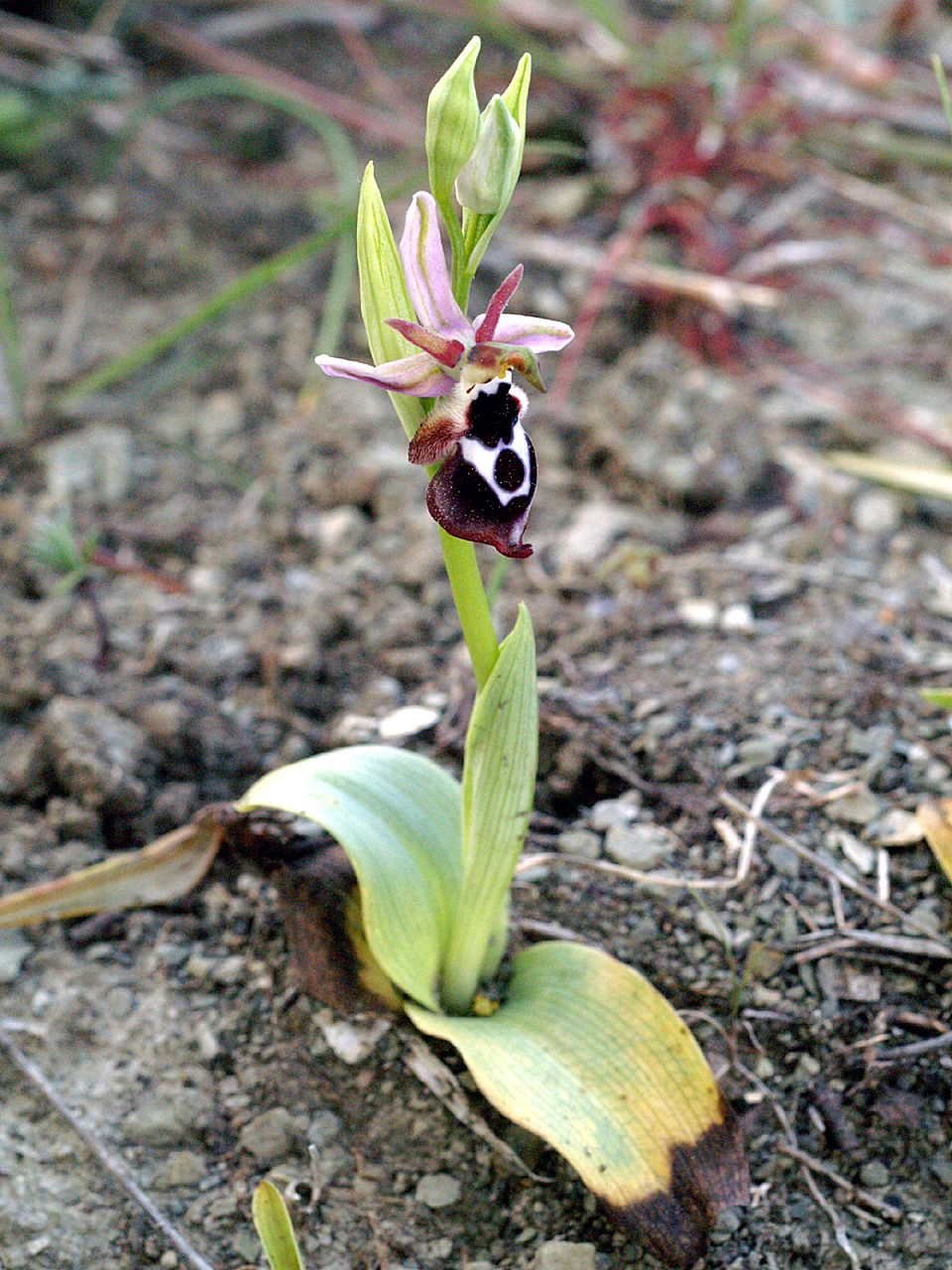
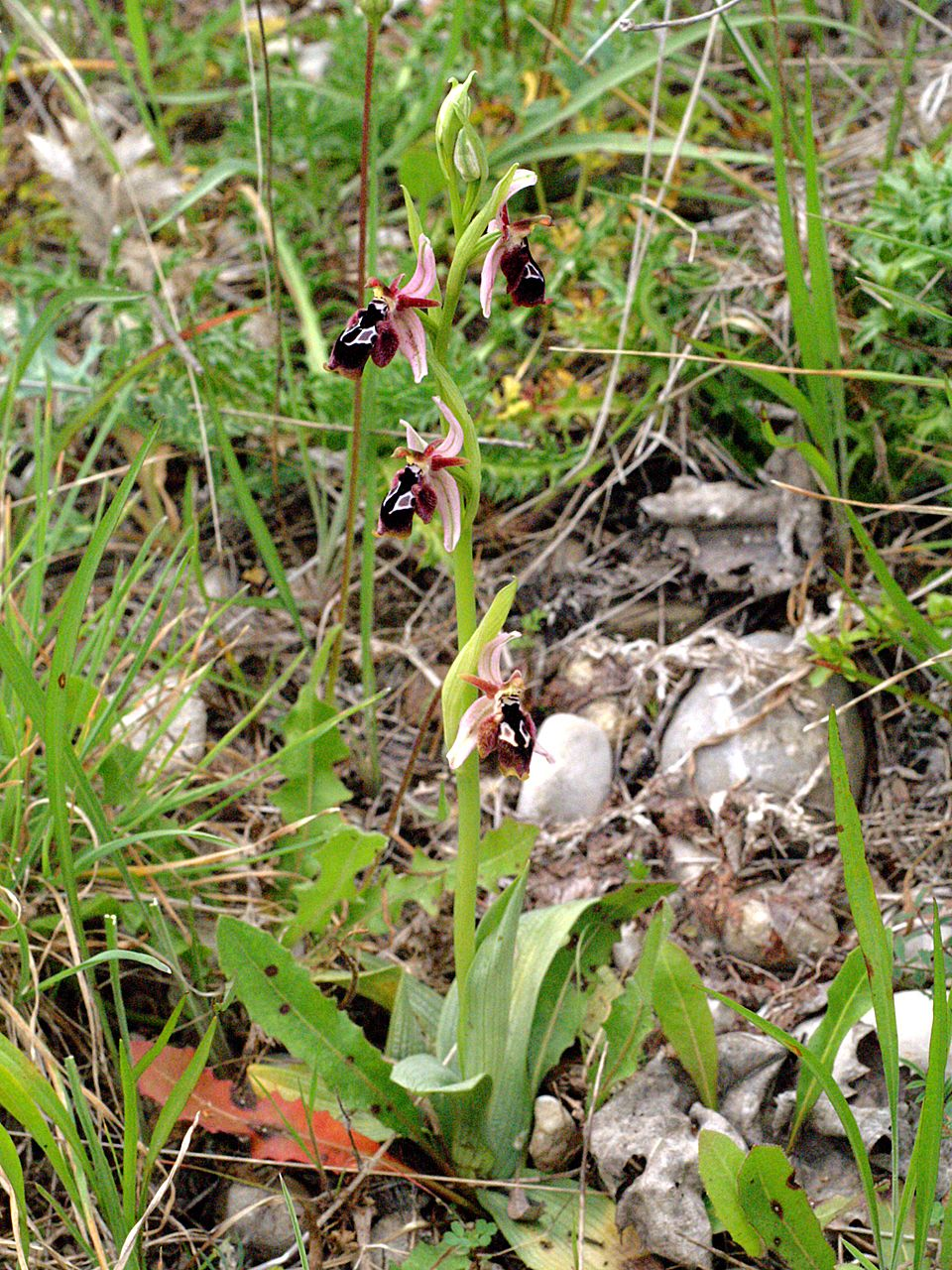
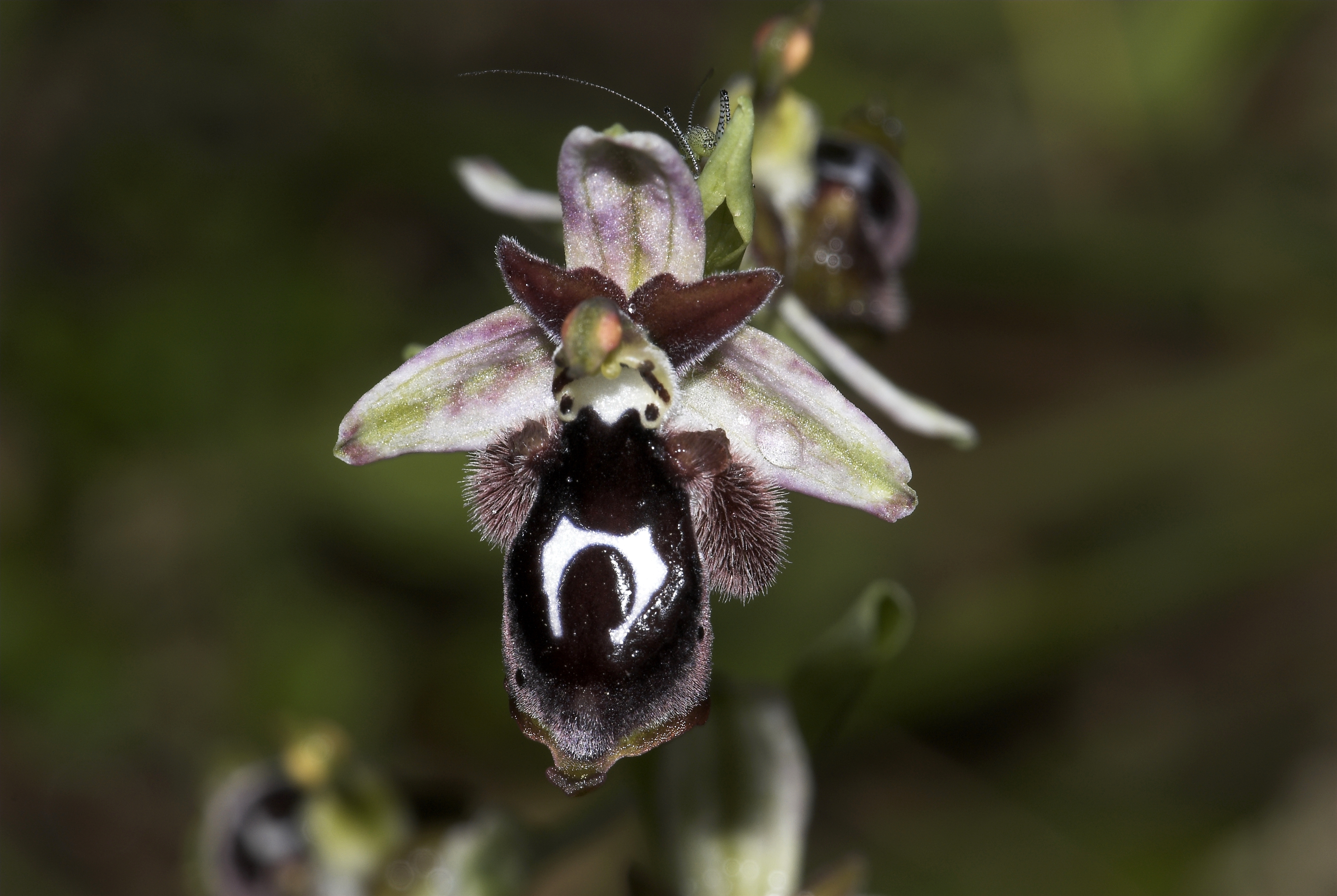
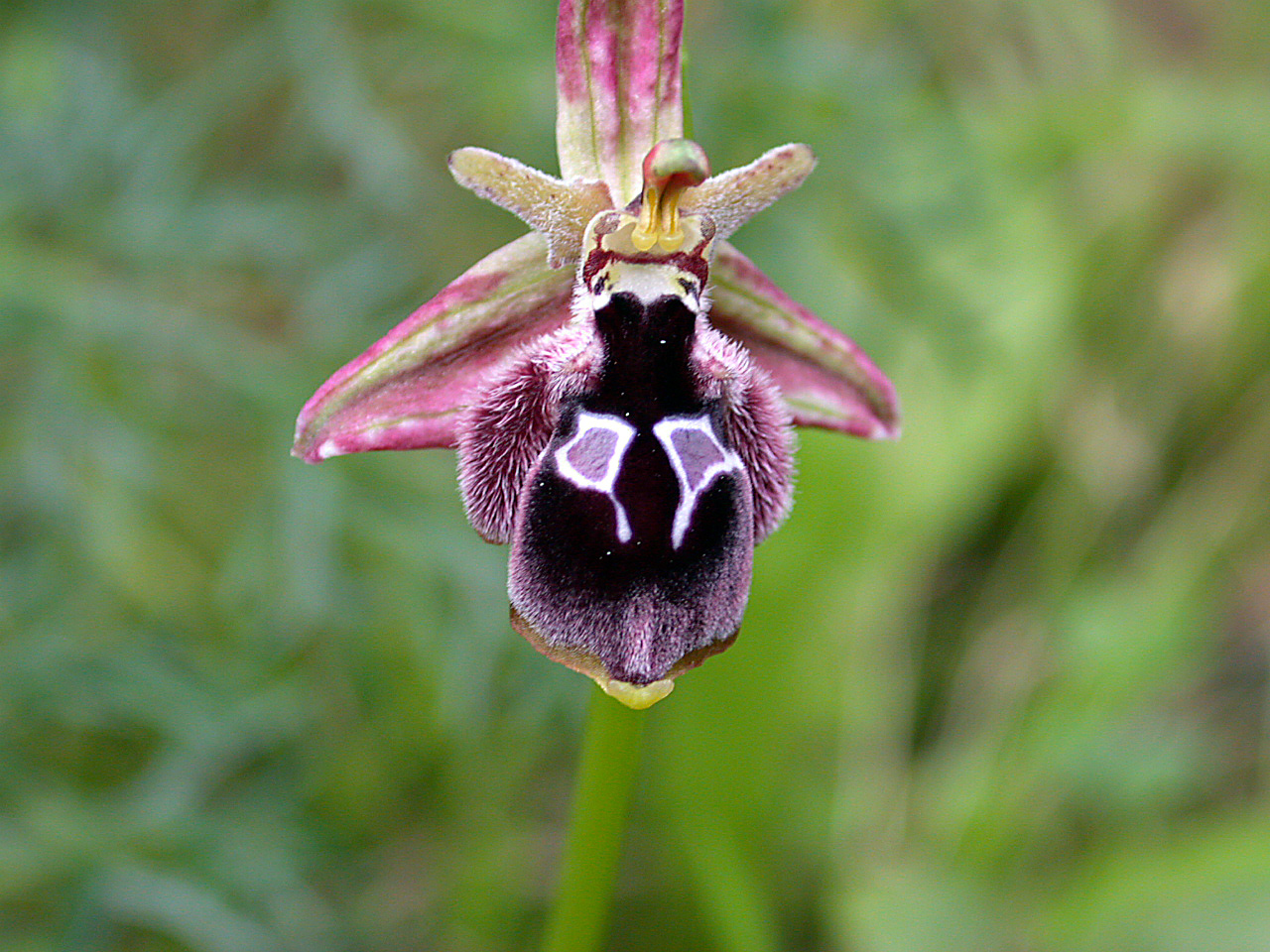